# 科尔特斯德巴萨
科尔特斯德巴萨（西班牙語：Cortes de Baza）是西班牙安达卢西亚自治区格拉纳达省的一个市镇。总面积141平方公里，总人口2386人（2001年），人口密度17人/平方公里。